# 桜華 -おうか-
『桜華 -おうか-』は2005年6月24日にキャリエールより発売された18禁恋愛アドベンチャーゲームである。PC版にはキャリエールの処女作である『心輝桜』が特典として付属した。
2006年5月25日には本作のPS2版『桜華 〜心輝かせる桜〜』が、2008年2月25日にはDVD-PG版が発売された。
また、GREE版『桜華 ～恋愛ソーシャルノベル～』がAbyss Gateにより配信された（スマートフォン版：2013年7月12日、フィーチャーフォン版：2013年7月19日）。

## ストーリー
（出典：）
夢源郷と呼ばれる、温泉と自然が名物の街・白湯村。この村には、強い願いを奇跡に変える桜の霊木が存在した。この木は過去にいくつもの奇跡を引き起こし、人々の願いを叶えてきた。つらい過去を持つ者には記憶を操作する力を与え、大切な人の幸福を願う者にはそれを叶えてあげていた。
しかし、この霊木は願いを叶えるために代償を求める。そのために、奇跡を願った者は、大切なものを失ったり、心の傷を得たりする。
また、霊木は善悪に関わらず強い願いを叶えてしまうため、夢源郷には守人と呼ばれる霊木を鎮める者たちがいる。その1人が主人公・古坂優夜である。優夜は長年に渡って守人の役目を果たしてきた。
だがあるときに優夜の妹である古坂唯が行方不明となってしまう。優夜は唯を探すために1人旅に出る。しかし何の手がかりも得られず、夢源郷に帰郷する。

## 登場人物
古坂 優夜（ふるさか ゆうや）
本作の主人公。白湯村に住み、守人として霊木を鎮めている。村内にある神社の神職を務めている。癒慰（ゆい）という怪我を治す能力を持っている。しかしこの力を使うと、治した怪我と同等の不幸が何らかの形で招いてしまう。災厄をもたらす魔剣を所持しており、この剣に自身が乗っ取られないか恐怖している。
ソルネ
声 - 夏野こおり
身長：157cm 体重：44kg
B/W/H 83/49/84
100年以上生きている人形の物神（付喪神）。優夜がかつての主人と似ているため、優夜のことを「ご主人様」と呼ぶ。多数の物神を保管する博物館の館長をしており、物神からは母親のように慕われている。おっとりとした性格だが、根はしっかり者。器物に仮の命を与えることができる、想譲（そうじょう）という能力を持っている。
紗雪（さゆき）
声 - 文月かな
身長：154cm 体重：42kg
B/W/H 79/47/81
優夜と幼い頃から暮らしてきた狐の霊獣。霊獣の王女であり、大妖怪でさえも瞬時に封印してしまうほどの強力な力を持っている。優夜の危機を察するとすぐに駆けつけて助けてくれる。
風崎 夏輝（かぜさき なつき）
声 - 芹園みや
身長：166cm 体重：47kg
誕生日 7月21日
B/W/H 85/50/86
予知能力を持つ剣士。剣の腕前は達人級で、守人流剣術の技を全て会得している。自身は共神と呼ばれる異能力を使うことができないが、穿焔（うがちほむら）という剣を扱って守人の役割を果たしている。本業は看護師である。優夜に救われたことがあり、恩返しのためには自分が傷つくのも構わないと考えている。
古坂 あや（ふるさか あや）
声 - 榊るな
身長：148cm 体重：39kg
B/W/H 72/51/75
霊木から現れた記憶喪失の少女。紆余曲折あって、優夜の義理の妹となる。普段は古坂家が神職を務める神社や、甘味処の菓楽屋で働いている。大飯食らいで喜怒哀楽が激しい。多くの人々に好かれている。どんなに重い物でも投げ飛ばすことができる神腕（しんわん）、他人の心が読める心奏（しんそう）という2つの異能力を持っている。
鈴森 静名（すずもり しずな）
声 - 桐島やよい
身長：169cm 体重：52kg
誕生日 12月14日
B/W/H 88/52/89
優夜を育てた女性。村内で菓楽屋（かぐらや）という甘味処を営んでいる。怒ると怖い性格であり、家の地下に拷問部屋を持つという噂がある。虚幸（きょこう）という記憶を操作する異能力を持っている。静名はこの力を利用して心に深い傷を負った人たちを癒している。しかし治療の代償として自身の記憶が失われる。守人の中でも指折りの実力者であり、守人流剣術の技を全て使うことができる。
刃菊（はぎく）
声 - 楠鈴音
身長：172cm 体重：53kg
B/W/H 87/50/84
戦国時代からある刀が由来の物神。優夜に救われた過去があり、それ以来彼に力を貸している。何度も戦場での戦いを経験しているため、戦闘能力が高い。
紺屋 美奈（こうや みな）
声 - 佐々留美子
身長：155cm 体重：43kg
誕生日 6月7日
B/W/H 77/50/79
優夜に弟子入りした少女。過去に事故で大怪我を負ったが、優夜の能力で治療してもらった。その恩を返すため、守人になろうと努力している。弦繰（げんそう）という離れた物体を動かす念動力を持っている。
古坂 唯（ふるさか ゆい）
声 - 楠鈴音
優夜の義理の妹。突然に失踪してしまい、優夜が必死に手がかりを探している。彼女も心奏を使用できる。
鈴森 静音（すずもり しずね）
声 - 桐島やよい
優夜と静名の娘だと言い張る少女。外見にはどこか静名の面影がある。
秋牙瀬 タクマ（あきがせ たくま）
優夜と何度も戦っている男。復讐を果たすためと称して優夜たちに戦いを挑んでくる。呪爆（じゅばく）という、体の一部を自在に爆破することができる能力を持っている。また、銃器の扱いにも長けており、優夜たちを何度も窮地に追い込んでいる。
御鏡 月夜（みかがみ つくよ）
声 - 斉藤千和
PS2版新ヒロイン。
すぐに手が出る勝気な性格だが、重度の恥ずかしがり屋でもある。
御鏡 咲夜（みかがみ さくや）
声 - 能登麻美子
PS2版新ヒロイン。
月夜の姉。おっとりした性格の才女。

## 用語
白湯村
白湯村は約2500人の人が住む自治体である。北と東には原生林が広がっており、南は海に面している。古くから温泉が湧いており、湯治場として有名である。この温泉に浸かるとどんな病気でも夢のように治るという言い伝えがあるため、夢源郷と呼ばれている。湯治場としての始まりは江戸時代からであるが、立地の悪さから長い間秘湯として扱われてきた。大正時代には鉄道が通り、白湯駅ができて簡単に訪れることができるようになった。そのため、万病に効く温泉が湧く村として一躍有名になる。
守人
代々霊木を守護する集団。霊木が引き起こした奇跡や災いを鎮める役も担っている。代々にわたって培った異変処理能力を活かして、全国各地の騒動の鎮圧も行っている。
共神
霊木の力によって得た異能力のこと。異能力を共神と呼び、その能力者を共神者と呼ぶ。共神者は、能力の使用時には背中に羽根が生える。使用すると何らかの代償が発生する。
禍風（まがつかぜ）
優夜が所持する魔剣。かつての守人が作り出した。普通の人間では太刀打ちできない存在と戦うための武器である。心を持った魔剣であり、人に対して恨みを持ち、使用者の体を乗っ取って全てを破壊しようとする。
穿焔（うがちほむら）
夏輝が所持する魔剣。使用者は予知能力を得ることができる。禍風を破壊することができる唯一の武器でもある。
異界
古き神々や妖怪が住む世界。人が迷い込めば二度と現世に戻ることはできない。異界に住む心優しき存在たちが現世の安寧を願ったことから、霊木が生まれた。
霊獣
人と会話ができるほどの知性を有した獣。霊力を持つ。

## 主題歌
Celebrate
オープニング曲。作詞/ボーカル：みとせのりこ 作曲：hosplug 細井聡司
空を映した青い海
エンディング曲。作詞/ボーカル：中原涼 作詞/編曲：細井聡司

## 関連商品
桜華
本作の小説版。キャリエール原作、御童魁著。2005年12月発行。ISBN 4861460956
Carriere Sound Collection 5 桜華Sound Museum
本作のサウンドトラック。2005年9月22日に発売された。